# Hyssopus
L'issopo (Hyssopus), pronuncia issòpo, è un genere di circa 10-12 specie di piante semi-boscose nella famiglia Lamiaceae, native del Mar Mediterraneo orientale all'Asia centrale. Sono piante aromatiche, con i gambi ramificati eretti di lunghezza di fino a 60 centimetri coperti di capelli fini alle punte. Le foglie sono oblunghe e strette, di 2-5 centimetri di lunghezza.  Un piccolo fiore azzurro cresce nella parte superiore dei rami durante l'estate.  La specie di gran lunga più nota è l'erba d'issopo (H.officinalis), ampiamente coltivato fuori della propria zona natale nel Mediterraneo.

## Etimologia
La parola issopo si può far risalire sia alla lingua greca hyssopos, che significa aspetto a freccia, sia alla lingua israelita esob, che significa origano, anche se vi è il dubbio che l'issopo officinalis sia lo stesso dell'issopo descritto nell'Antico Testamento.

## Storia
Nell'Antico Testamento (Es 12,22), fu usata come pennello per segnare col sangue d'agnello le porte delle famiglie israelitiche che l'angelo distruttore doveva risparmiare in occasione dell'esodo dall'Egitto (la 1° Pasqua). Tradizionalmente la pianta d'issopo era usata in rametti riuniti come aspersorio e utilizzata nelle purificazioni.
Nel Nuovo Testamento, (Giovanni 19,29) si dice che una spugna impregnata di aceto fu fissata su una canna di issopo e offerta da bere a Gesù in croce.

## La coltura e i suoi usi
I semi sono piantati nella stagione invernale. L'issopo può anche essere fatto crescere tagliando il tallone alla divisione della radice in primavera o autunno. L'issopo dovrebbe svilupparsi al sole su terreno bene lavorato.  È di breve durata e le piante dovranno essere sostituite ogni pochi anni. Ideale per uso come una barriera o bordo basso all'interno del giardino.

## Uso in agricoltura
L'issopo si usa in agricoltura perché è un buon compagno del cavolo, perché allontana la farfalla bianca del cavolo e secondo Dorothy Corridoio (il libro del delle erbe, della vaschetta 1972) migliora il rendimento della vigna, se piantata lungo le file, specialmente se il terreno è roccioso o sabbioso.
Tuttavia l'issopo sarebbe antagonista dei rapanelli, e quindi non andrebbe seminato in loro vicinanza.
L'issopo inoltre attrae scarafaggi, moscerini e farfalle, così ha un posto nel giardino selvatico per essere utile nel controllo dei parassiti animali e nel provocare impollinazione senza l'uso dei metodi artificiali.

## Uso come spezia e profumo
Ha un sapore di menta un po' amaro e può essere aggiunto alle minestre, alle insalate o alle carni, anche se dovrebbe essere usato con parsimonia poiché il sapore è molto forte.
Entra nella composizione del liquore Chartreuse.
L'issopo è un ingrediente dell'acqua di Colonia.

## Uso medicinale
Nella medicina popolare si considera che l'issopo abbia le seguenti proprietà medicinali:espettorante, carminativo, vasodilatatore periferico, sudoriparo, antinfiammatorio, anti-catarrale, antispastico. Si usava come sedativo negli attacchi epilettici.

È usato nella polmonite e nelle congestioni del naso e della gola con tosse produttiva per le sue proprietà espettoranti. Esternamente può essere applicato alle contusioni per ridurre il gonfiore e il livido.

Un vecchio rimedio per tagli e ferite era di applicare una poltiglia di issopo battuto con zucchero per ridurre il rischio di tetano. L'olio essenziale fatto con issopo aumenta la vigilanza ed è un adatto tonico per distendere i nervi delicatamente nell'esaurimento, nell'affaticamento da superlavoro, negli stati ansiosi e nella depressione nervosa.

Mancano, tuttavia, degli studi idonei che ne confermino l'efficacia.

L'olio essenziale contiene un chetone, il pino-canfone che a dosi elevate può causare convulsioni e non va assunto in quantità maggiore che la dose massima suggerita. Si consiglia, inoltre, di non assumerlo se non dietro prescrizione medica e mai in gravidanza.

## Principi attivi
I costituenti attivi sono un olio volatile, flavonoidi, tannino e una sostanza amara, la marrubina. Si usa prenderlo come un tè forte fatto con le parti superiori fiorite.

L'olio essenziale d'issopo ha composizione assai variabile ma risulta possibile suddividerlo in tre gruppi: uno con prevalenza di pinocanfone (di cui fanno parte le piante provenienti dall'india e dal canada), un altro in cui è maggiormente presente l'isopinocanfone (piante d'origine francese) ed uno con fellandrene.

## Conservazione
L'issopo si può conservare essiccato.  Dovrebbe essere raccolto in un giorno asciutto al culmine della sua maturità quando la concentrazione degli ingredienti attivi è più alta.  Dovrebbe essere essiccato rapidamente, lontano dalla luce solare per conservare i suoi ingredienti aromatici ed impedire l'ossidazione di altri prodotti chimici.  La buona circolazione di aria è richiesta, quale un armadietto di ventilazione con un portello aperto, o una stanza soleggiata, con una temperatura da 20-32 °C. Così dovrebbe essiccare in circa sei giorni, se si lascia di più scolorisce e perde il suo sapore.  Secco va immagazzinato in contenitori puliti, asciutti, etichettati. Chiuso ermeticamente si conserva per 12-18 mesi.